# Manuel de Portugal (cronista)
Manuel de Portugal, pseudónimo de Henrique Maria Cordeiro de Penha Coutinho (Lisboa, 1 de Outubro de 1928), é um cronista e jornalista português. Celebrizou-se na década de 70 do século XX pelas crónicas que assinava semanalmente no jornal Tempo. Estas crónicas marcaram o conturbado período do PREC em Portugal. Os seus textos desta época foram posteriormente publicados em dois livros, bestsellers em Portugal. Nas décadas que se seguiram, Manuel de Portugal passaria a escrever para o Jornal de Madeira, até ao fim desse jornal em 2016.